# Alberto Fontanesi
Alberto Fontanesi (10. březen 1929, Castel d'Ario, Italské království – 1. duben 2016, Tresigallo, Itálie) byl italský fotbalový útočník.

## Kariéra
Fotbal začal hrát v Bondenese a od sezony 1950/51 byl hráčem SPALu. V první sezoně vstřelil 16 branek a slavil postup do Serie A. Sezonu 1953/54 začal v Laziu, kde hrál dva roky. Poté se odešel do Udinese, které právě sestoupilo do 2. ligy. Hrál zde pět let a za tu dobu vstřelil 18 branek. V roce 1960 odešel na dva roky hrát do Verony a poté odehrál posledních šest utkání v kariéře za Sambenedettese.
Za reprezentaci debutoval 16. července 1952 na OH 1952 proti USA (8:0), kde vstřelil branku. Poslední utkání odehrál 26. října 1952 proti Švédsku (1:1).

## Statistika

### Klubová
| Sezóna            | Klub              | Liga              | Liga   | Liga | Ligové poháry | Ligové poháry | Ligové poháry | Kontinentální poháry | Kontinentální poháry | Kontinentální poháry | Celkem | Celkem |
| Sezóna            | Klub              | Soutěž            | Zápasy | Góly | Soutěž        | Zápasy        | Góly          | Soutěž               | Zápasy               | Góly                 | Zápasy | Góly   |
| ----------------- | ----------------- | ----------------- | ------ | ---- | ------------- | ------------- | ------------- | -------------------- | -------------------- | -------------------- | ------ | ------ |
| 1950/51           | SPAL              | Serie B           | 33     | 16   | -             | 0             | 0             | -                    | 0                    | 0                    | 33     | 16     |
| 1951/52           | SPAL              | Serie A           | 35     | 8    | -             | 0             | 0             | -                    | 0                    | 0                    | 35     | 8      |
| 1952/53           | SPAL              | Serie A           | 34     | 8    | -             | 0             | 0             | -                    | 0                    | 0                    | 34     | 8      |
| Celkem za SPAL    | Celkem za SPAL    | Celkem za SPAL    | 102    | 32   | -             | 0             | 0             | -                    | 0                    | 0                    | 102    | 32     |
| 1953/54           | Lazio             | Serie A           | 29     | 9    | -             | 0             | 0             | -                    | 0                    | 0                    | 29     | 9      |
| 1954/55           | Lazio             | Serie A           | 15     | 1    | -             | 0             | 0             | -                    | 0                    | 0                    | 15     | 1      |
| Celkem za Lazio   | Celkem za Lazio   | Celkem za Lazio   | 44     | 10   | -             | 0             | 0             | -                    | 0                    | 0                    | 44     | 10     |
| 1955/56           | Udinese           | Serie B           | 34     | 9    | -             | 0             | 0             | -                    | 0                    | 0                    | 34     | 9      |
| 1956/57           | Udinese           | Serie A           | 34     | 9    | -             | 0             | 0             | -                    | 0                    | 0                    | 34     | 9      |
| 1957/58           | Udinese           | Serie A           | 29     | 6    | IP            | 6             | 2             | -                    | 0                    | 0                    | 35     | 8      |
| 1958/59           | Udinese           | Serie A           | 30     | 1    | IP            | 1             | 0             | -                    | 0                    | 0                    | 31     | 1      |
| 1959/60           | Udinese           | Serie A           | 31     | 3    | IP            | 1             | 0             | Stř.P                | 1                    | 0                    | 33     | 3      |
| Celkem za Udinese | Celkem za Udinese | Celkem za Udinese | 158    | 28   | -             | 8             | 2             | -                    | 1                    | 0                    | 167    | 30     |
| 1960/61           | Verona            | Serie B           | 20     | 1    | IP            | 1             | 0             | -                    | 0                    | 0                    | 21     | 1      |
| 1961/62           | Verona            | Serie B           | 11     | 1    | -             | 0             | 0             | -                    | 0                    | 0                    | 11     | 1      |
| Celkem za Veronu  | Celkem za Veronu  | Celkem za Veronu  | 31     | 2    | -             | 1             | 0             | -                    | 0                    | 0                    | 32     | 2      |
| 1962/63           | Sambenedettese    | Serie B           | 6      | 0    | -             | 0             | 0             | -                    | 0                    | 0                    | 6      | 0      |
| Celkově           | Celkově           | Celkově           | 341    | 62   | -             | 9             | 2             | -                    | 1                    | 0                    | 351    | 64     |

### Reprezentační

#### Statistika na velkých turnajích
| Reprezentace | Rok     | Zápasy       | Zápasy | Zápasy   | Zápasy           | Zápasy           | Zápasy   |
| Reprezentace | Rok     | Fáze turnaje | Datum  | Soupeř   | Odehraných minut | Vstřelené branky | Výsledek |
| ------------ | ------- | ------------ | ------ | -------- | ---------------- | ---------------- | -------- |
| Itálie       | OH 1952 | Předkolo     | 16. 7. | USA      | 90               | 1                | 8:0      |
| Itálie       | OH 1952 | 1. kolo      | 21. 7. | Maďarsko | 90               | 0                | 0:3      |

#### Reprezentační branka
| Gól | Datum       | Stadion                         | Soupeř | Skóre | Výsledek | Soutěž             |
| --- | ----------- | ------------------------------- | ------ | ----- | -------- | ------------------ |
| 010 | 16. 7. 1952 | Ratina Stadion, Tampere, Finsko | USA    | 5:0   | 8:0      | OH 1952 – předkolo |

## Úspěchy

### Klubové

#### Národní
- vítěz 2. italské ligy (2x)

SPAL: 1950/51

Udinese: 1955/56

### Reprezentační
- 1× na OH (1952)